# Jennifer Salt
Jennifer Salt est une actrice, scénariste et productrice américaine qui a travaille pour le cinéma et la télévision née le 4 septembre 1944. Elle est la fille du scénariste Waldo Salt.

## Biographie
Jennifer Salt est la fille du scénariste Waldo Salt et de l'actrice Mary Davenport. Elle étudie au Sarah Lawrence College où elle rencontre Brian De Palma, lui aussi étudiant, qui la fait jouer dans un de ses courts métrages, ainsi que Jill Clayburgh avec qui elle devient amie.
Elle s'installe dans le début des années 1970 à Los Angeles. Elle y partage bientôt un appartement avec une autre jeune comédienne, Margot Kidder à Nicholas Beach, sur la Pacific Coast Hightway. Leur foyer devient vite un lieu de rencontre pour les acteurs et les réalisateurs représentant le Nouvel Hollywood : Brian De Palma y est hébergé lorsqu'il vient s'installer à Los Angeles après l'échec de son film Get to Know Your Rabbit, les réalisateurs Martin Scorsese, Steven Spielberg, John Milius, Walter Hill, les acteurs Richard Dreyfuss, Bruce Dern ou le scénariste Jacob Brackman (en) y viennent fréquemment. L'ensemble du groupe discute abondamment et souhaite « faire des films à message. » L'atmosphère est celle de la libération sexuelle des années 1970 : les deux jeunes femmes, accompagnées de leur amie Janet Margolin se baignent seins nus sur la plage, diverses drogues sont consommées.
Alors que Margot Kidder et Jennifer Salt souffrent de ne pas trouver de grand rôles et sentent leur carrière en panne, Brian De Palma leur dépose en cadeau de Noël, sous le sapin, le scénario de Sœurs de sang dont elles vont tenir les rôles principaux. Brian De Palma y engage aussi la mère de Jennifer Salt, Mary Davenport, pour jouer la mère du personnage qu'elle incarne.

## Filmographie

### Actrice

#### Cinéma
- 1964 : Jennifer (court métrage) de Brian De Palma
- 1968 : Murder à la mod de Brian De Palma
- 1969 : John et Mary de Peter Yates (Hortense, rôle non crédité)
- 1969 : Macadam Cowboy de John Schlesinger (Annie)
- 1969 : The Wedding Party de Brian De Palma (Phoebe)
- 1970 : Brewster McCloud de Robert Altman (Hope)
- 1970 : The Revolutionary de Paul Williams (en) (Helen)
- 1970 : Hi, Mom! de Brian De Palma (Judy Bishop)
- 1972 : Tombe les filles et tais-toi ! de Herbert Ross (Sharon)
- 1973 : Sœurs de sang de Brian De Palma (Grace Collier)
- 1980 : C'est ma chance de Claudia Weill (Maisie)

#### Télévision
- 1972 : Gargoyles (téléfilm) de Bill L. Norton
- 1974 : Le Grand Niagara (téléfilm) de William Hale
- 1977-1981 : Soap (série télévisée) (Eunice Tate-Leitner)
- 1981 : Terror Among Us (téléfilm) de Paul Krasny (Connie Paxton)
- 1984 : Old Friends (téléfilm) de Michael Lessac (Laura King)
- 1987 : Prise au piège de David Anspaugh (Carol)
- 1990 : The Marshall Chronicles (série télévisée) 6 épisodes (Cynthia Brightman)

Jennifer Salt a joué de nombreux rôles en tant que guest star dans des séries télévisées, n'apparaissant en général que dans un épisode : 
- 1972 : Sur la piste du crime
- 1973 : Love, American Style
- 1974 : The ABC Afternoon Playbreak (en)
- 1978 : Family (en)
- 1979 : La croisière s'amuse
- 1981 et 1986 : It's a Living (en)
- 1986 : Magnum
- 1986 : Sacrée Famille
- 1987 : Arabesque
- 1988 : Duet (en)
- 1988 : Bustin' Loose (en)
- 1990 : La Maison en folie
- 1990 : Lifestories (en)

### Productrice
- 2003-2010 : Nip/Tuck (série télévisée)
- 2010 : The Quickening (téléfilm) de Mark Piznarski
- 2011- 2022 : American Horror Story (production exécutive)

### Scénariste
- 1998 : Sins of the City (en) (série télévisée) 4 épisodes
- 2000 : The Stalking of Laurie Show (téléfilm) de Norma Bailey
- 2002 : Les Enquêtes de Nero Wolfe (série télévisée) 1 épisode
- 2003 : Tempo de Eric Styles
- 2006-2010 : Nip/Tuck (série télévisée) 18 épisodes
- 2010 : The Quickening (téléfilm) de Mark Piznarski
- 2010 : Mange, prie, aime de Ryan Murphy
- 2011-2022: American Horror Story (série télévisée) 9 épisodes